# Jutatip Banjongsilp
Jutatip Banjongsilp (Thai: จุฑาทิพย์ บรรจงศิลป์; * 19. Februar 1960) ist eine thailändische Badmintonspielerin. 

## Karriere
Jutatip Banjongsilp gewann bei der WBF-Weltmeisterschaft 1979 Bronze im Mixed mit Bandid Jaiyen. Ein Jahr später siegte sie erstmals bei den thailändischen Meisterschaften, diesmal im Mixed mit Preecha Sopajaree. Bei den Südostasienspielen 1983 gewann sie Bronze im Einzel, 1985 Bronze im Doppel und Mixed.

## Sportliche Erfolge
| Saison   | Veranstaltung               | Disziplin   | Platz | Name                                          |
| -------- | --------------------------- | ----------- | ----- | --------------------------------------------- |
| 1979     | WBF-Weltmeisterschaft       | Mixed       | 3     | Bandid Jaiyen / Jutatip Banjongsilp           |
| 1980/WBF | Thailändische Meisterschaft | Mixed       | 1     | Preecha Sopajaree / Jutatip Banjongsilp       |
| 1982/WBF | Thailändische Meisterschaft | Dameneinzel | 1     | Jutatip Banjongsilp                           |
| 1983     | Südostasienspiele           | Dameneinzel | 3     | Jutatip Banjongsilp                           |
| 1983/WBF | Thailändische Meisterschaft | Dameneinzel | 1     | Jutatip Banjongsilp                           |
| 1984/WBF | Thailändische Meisterschaft | Damendoppel | 1     | Jutatip Banjongsilp / Sasithon Manirattanapon |
| 1985     | Weltmeisterschaft WBF       | Dameneinzel | 9     | Jutatip Banjongsilp                           |
| 1985     | Südostasienspiele           | Damendoppel | 3     | Jutatip Banjongsilp / Penpan Klangthamniem    |
| 1985     | Südostasienspiele           | Mixed       | 3     | Sawei Chanseorasmee / Jutatip Banjongsilp     |
| 1985     | Weltmeisterschaft           | Damendoppel | 33    | Darunee Lertvoralak / Jutatip Banjongsilp     |
| 1986     | Thailändische Meisterschaft | Damendoppel | 1     | Jutatip Banjongsilp / Sasithon Manirattanapon |